# Ауди A2
„Ауди А2“ (Audi A2) е модел малки автомобили (сегмент B) на германската компания „Ауди“, произвеждан в периода 1999 – 2005 година в завода в Некарзулм и е вторият модел на фирмата (след „Ауди А8“) с изцяло алуминиева каросерия. Създаден е въз основа на прототипа Al2. През 2002 г. печели дизайнерската награда на Германия.

## Технология
Отговорниците за този модел са на мнение, че от дизайнерска гледна точка „А2“ изпреварва времето си. Използвани са нови технологии за намаляване на теглото, въздушното съпротивление и разхода на гориво. В статистиката на ADAC за надеждност (документира най-честите причини за повреди, видът на повредата и това колко пъти е викана пътна помощ), А2 е на първо място в своя клас за 2003, 2004, 2005 и 2006 г. През 2004 г. е на първо място и в TÜV-статистиката като модел с най-малко повреди.
Въпреки това авангардната форма на колата, сравнително високата ѝ цена и грешки в маркетинговата стратегия на производителя водят до негодувание сред потенциалните купувачи и слаби продажби. Произведени са само около 175 000 екземпляра, докато от колата, с която „А2“ трябва да се конкурира – „Мерцедес-Бенц A-класа“, са продадени около 1 милион екземпляра.

### Ауди А2 1,2 TDI
Версията на „Ауди А2“ с 1,2 TDI двигател е първият в света автомобил с пет врати с разход на гориво под три литра на 100 km. Скоростната кутия е полуавтоматична, а освен каросерията и части от шасито са направени от алуминий. Коефициентът на въздушно съпротивление е 0,25 – по-нисък от който и да е сериен автомобил, произвеждан дотогава. Коефициентът на въздушно съпротивление на другите версии на „А2“ е 0,28.
Въпреки че тази версия на „Ауди А2“ получава много хвалебствия, тя не успява да стане особено популярна сред купувачите. От нея са произведени едва 6 555 бройки.

## Проблем с класифицирането
Недостатък на модела „А2“, който според някои довежда до слабите му продажби, е трудността да бъде класифициран в някой от общоприетите автомобилни класове като малолитражен, компактен автомобил и миниван.
От една страна „А2“ е проектиран като конкурент на „Мерцедес-Бенц A-класа“ и те имат подобна големина и цена. От друга страна обаче, „Мерцедес“ поставя „А-класата“ в компактния клас като конкурент на „Фолксваген Голф“, а там „Ауди“ вече има свой представител – „Ауди A3“. Дори от гледна точка на името А2 трябва да бъде „по-долу“ от А3. Това води до категоризирането на два еднакви по големина модела като „А2“ и „А-класата“ в два различни автомобилни класа. Пример за това е и гореспоменатата класация на ADAC, в която „А2“ е посочен като малолитражен, а „А-класата“ е автомобил от долния среден клас. Затова „Ауди А2“ се възприема от потенциалните купувачи като малолитражен автомобил.